# 妙祐寺 (世田谷区)
妙祐寺（みょうゆうじ）は、東京都世田谷区にある浄土真宗本願寺派の寺院。「烏山寺町」を構成する26の寺院の1つである。

## 概要
1286年（弘安9年）、時宗の開祖一遍上人によって開山された。元々は武蔵国豊島郡渋谷村（現・東京都渋谷区）に位置しており、時宗寺院「天護山円証寺」という名称であった。しかし大永年間（1521年～1528年）の戦乱で廃寺となった。
1625年（寛永2年）、浄土真宗の僧了頓が渋谷の円証寺跡の土中から阿弥陀如来像を発見し、浄土真宗寺院「満歳山学恩寺」として再興した。その後延宝年間（1673年～1681年）に「天護山妙祐寺」に改称した。
1935年には故上野英三郎博士の菩提寺であったことから、当寺の僧侶がハチ公の葬儀を盛大に執り行った。
1936年（昭和11年）、東京高速鉄道線（現東京メトロ銀座線）の開通により、墓地の一部を現在地に移転した。1945年（昭和20年）の空襲で本堂等も焼失したため、残りも現在地に移転した。

## 交通アクセス
- 千歳烏山駅より徒歩15分。